# Jennifer Smith (surf)
 (février 2017).
Si vous disposez d'ouvrages ou d'articles de référence ou si vous connaissez des sites web de qualité traitant du thème abordé ici, merci de compléter l'article en donnant les références utiles à sa vérifiabilité et en les liant à la section « Notes et références ».
Pour les articles homonymes, voir Jennifer Smith et Smith.
Jennifer Smith est une surfeuse américaine originaire de Californie. Pratiquante de longboard, elle a gagné deux fois le championnat du monde de longboard féminin organisé chaque année par l'Association des surfeurs professionnels durant le Roxy Jam de Biarritz, en 2007 et 2009.